# Фиркович, Богуслав Нисанович
Исаа́к-Богусла́в (Исаа́к-Бо́аз) Ниса́нович Фирко́вич (17 [29] июня 1865, Троки, Виленская губерния — сентябрь 1915, Остров, Псковская губерния) — караимский газзан, в 1910—1915 годах исполнял обязанности Трокского караимского гахама. Личный почётный гражданин (1915).

## Биография
Родился в 1865 году Троках (ныне Тракай, Литва) в семье караимов. Его отец — Нисан Мордехаевич (Маркович) Фиркович (1826—1899), был газзаном трокской кенассы, мать — Саломея (Суламита) Исааковна (1824—1902).
Сначала посещал караимскую приходскую начальную школу, затем общеобразовательную школу, которую и окончил в 1880 году. Стремясь совершенствовать свои знания в области теологии и караимской литературы, в том же году отправился в Армянский Базар, где проходил обучение под руководством местного старшего газзана Зараха Харченко. 1 апреля 1885 года, после сдачи экзаменов, получил духовное звание. По возвращении в Троки работал учителем караимской религии и языка. В 1901 году был избран младшим, а в 1905 году старшим газзаном трокской кенассы, заменив ушедшего со своего поста по причине слабого здоровья старшего газзана Ефима (Юфуду) Безековича, который также исполнял некоторое время должность гахама.
С 1910 года, после того как с должности гахама ушёл Ромуальд Кобецкий, исполнял его обязанности и одновременно продолжал учительствовать в караимской школе. В том же году принял участие в Первом Всероссийском караимском национальном съезде в Евпатории. 30 октября 1911 года присутствовал на церемонии закладки виленской кенассы, где совершил молебен за здравие российского императора и его семьи. В 1911 году, в связи с ходатайством Таврического и Одесского гахама С. М. Панпулова перед МВД о переименовании караимских синагог в кенассы, признал таковое «весьма желательным». В 1913 году возглавил официальную делегацию из трёх человек (вместе с Иосифом Соломоновичем Лопатто из Вильны и Ананием Хорченко из Киева), которая участвовала в торжественных мероприятиях в Санкт-Петербурге, посвящённых празднованию 300-летия царствования Дома Романовых.
В 1909 году совместно с Юфудой Безековичем издал в Бердичеве сборник религиозных гимнов «Тихиллот Йисраэль». Также составил и издал в 1912 году в Вильно караимский календарь на пять лет (1913—1918) и сделал перевод на русский язык молитвенника А. С. Фирковича, дважды изданного в 1892 и 1901 годах в Царицыне под названием «Порядок молитв для караимов, составленный вкратце Гахамом и главным учителем караимов Авраамом Самойловичем Фирковичем».
В 1915 году, из-за угрозы немецкой оккупации, эвакуировался вместе с архивом Трокского караимского духовного правления и имуществом кенассы в город Остров под Псковом, где существовала караимская община, и с 1887 года вместе с мужем проживала его сестра Аделя Робачевская. Скоропостижно скончался от апоплексического удара в первой половине сентября 1915 года и был похоронен на Псковском караимском кладбище.